# Auseus
Els auseus (grec antic: Αὐσεῖς, Auseîs; jònic: Αὐσέες, Ausées) foren un poble libi que vivia a la vora del Sirtis Menor, prop dels màxies i dels maclis, dels quals els separava el llac Tritònide. Probablement cal relacionar-los amb el nom del riu Ausere, que apareix a la Tabula Peutingeriana, i que desembocava prop de l'illa de Djerba. Segons Heròdot eren el darrer poble nòmada per la part occidental del nord d'Àfrica, car més enllà ja eren sedentaris, sens dubte per influència dels púnics. Sinesi esmenta un poble que devastava la Cirenaica al segle vi anomenats ausuris, que probablement foren els descendents dels auseus.